# 폐선박

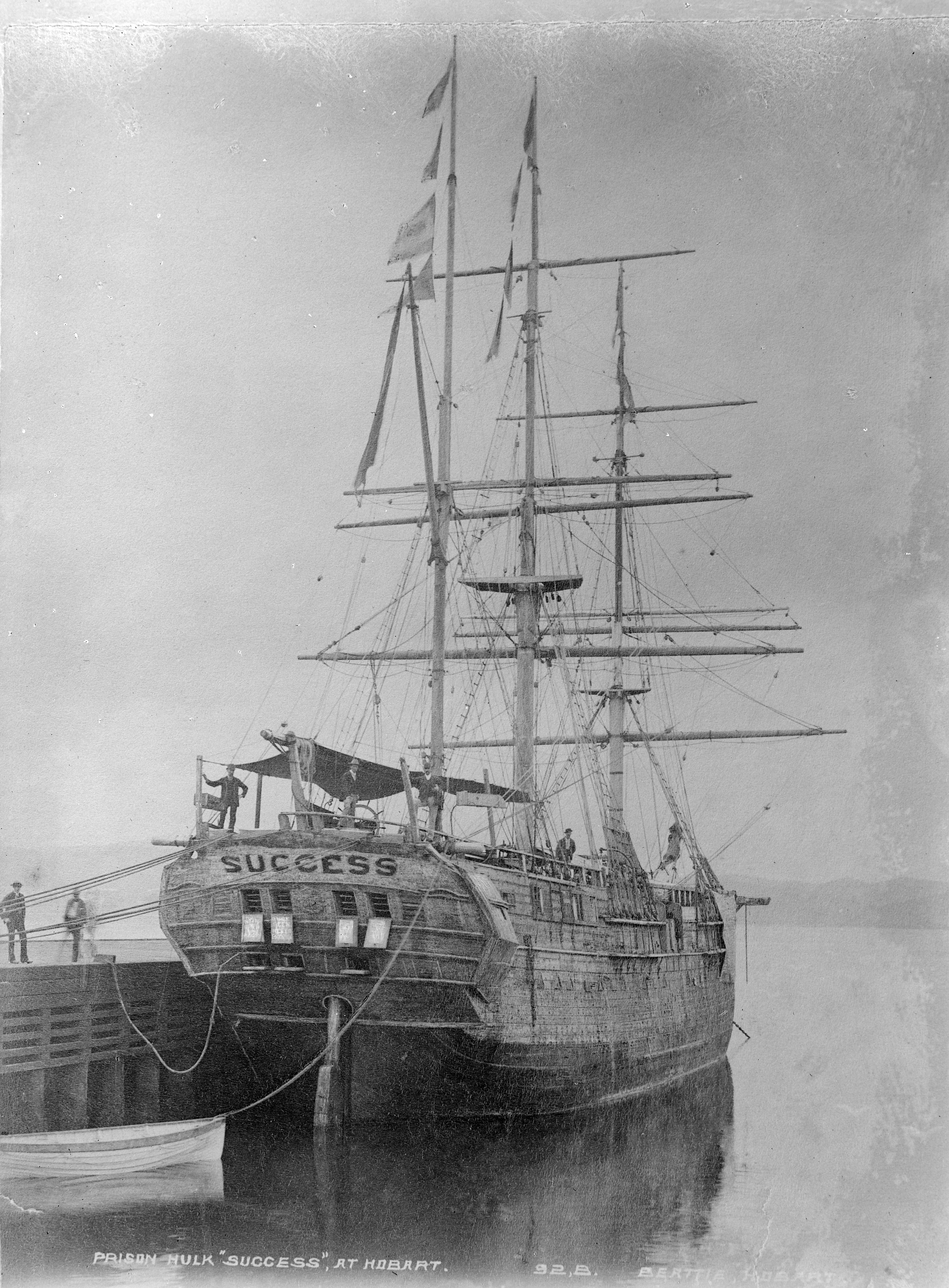
폐선이 되어 감옥선으로 활용되던 호주 쉽 석세스호.

폐선박(廢船舶, hulk)란 물에 떠 있지만 항해는 불가능한 선박이다. 대개 내부 설비가 철거되어 오로지 부력만 남은 오래된 선박을 일컫는다.
폐선박은 물에 떠있지만 바다로 갈 수 없는 배를 말한다. 폐선박은 진수되었지만 완성되지 않은 선박, 버려진 난파선이나 포탄을 설명하는 데 사용될 수 있으며, 추진 시스템이 더 이상 유지되지 않거나 완전히 제거된 선박을 지칭하는 데 사용될 수 있다. 폐선박은 주택, 감옥, 구조 부주, 도박장, 해군 훈련, 화물 보관소 등 다양한 용도로 사용된다.
항해 시대에는 많은 선체가 기능성 선박보다 헐크로 더 오랫동안 사용되었다. 목선은 선체 구조가 너무 낡고 약해 항해의 스트레스를 견딜 수 없을 때 헐거워지는 경우가 많았다.
최근에는 선박이 노후화되거나 운영하기에 비경제적일 경우 선박이 헐거워지는 일이 발생했다.

## 같이 보기
- 병원선